# والسکا سورات
والسکا سورات (انگلیسی: Valeska Suratt؛ ۲۸ ژوئن ۱۸۸۲ – ۲ ژوئیهٔ ۱۹۶۲) بازیگر تئاتر و سینما اهل ایالات متحده آمریکا بود.
تمام فیلم‌های سینمایی که وی در آن‌ها هنرنمایی کرده است، جزءِ «فیلم‌های گمشده» محسوب می‌شوند و هیچ نسخه‌ای از آن‌ها باقی نمانده است.
از فیلم‌هایی که وی در آن‌ها نقش داشته است، می‌توان به او اشاره نمود.